# Burruyacú
Burruyacú é uma cidade da Argentina, capital do departamento de Burruyacú, província de Tucumã.